# لیدا سالمونووا
لیدا سالمونووا (انگلیسی: Lyda Salmonova؛ ۱۴ ژوئیهٔ ۱۸۸۹ – ۱۸ نوامبر ۱۹۶۸) یک هنرپیشه اهل جمهوری چک بود.
از فیلم‌ها یا برنامه‌های تلویزیونی که وی در آن نقش داشته است می‌توان به گوژپشت و رقاصه، گولم اشاره کرد.وی با پاول وگنر ازدواج کرد و در برخی فیلم‌ها در کنار وی حضور داشت.